# 突厥裔日本人

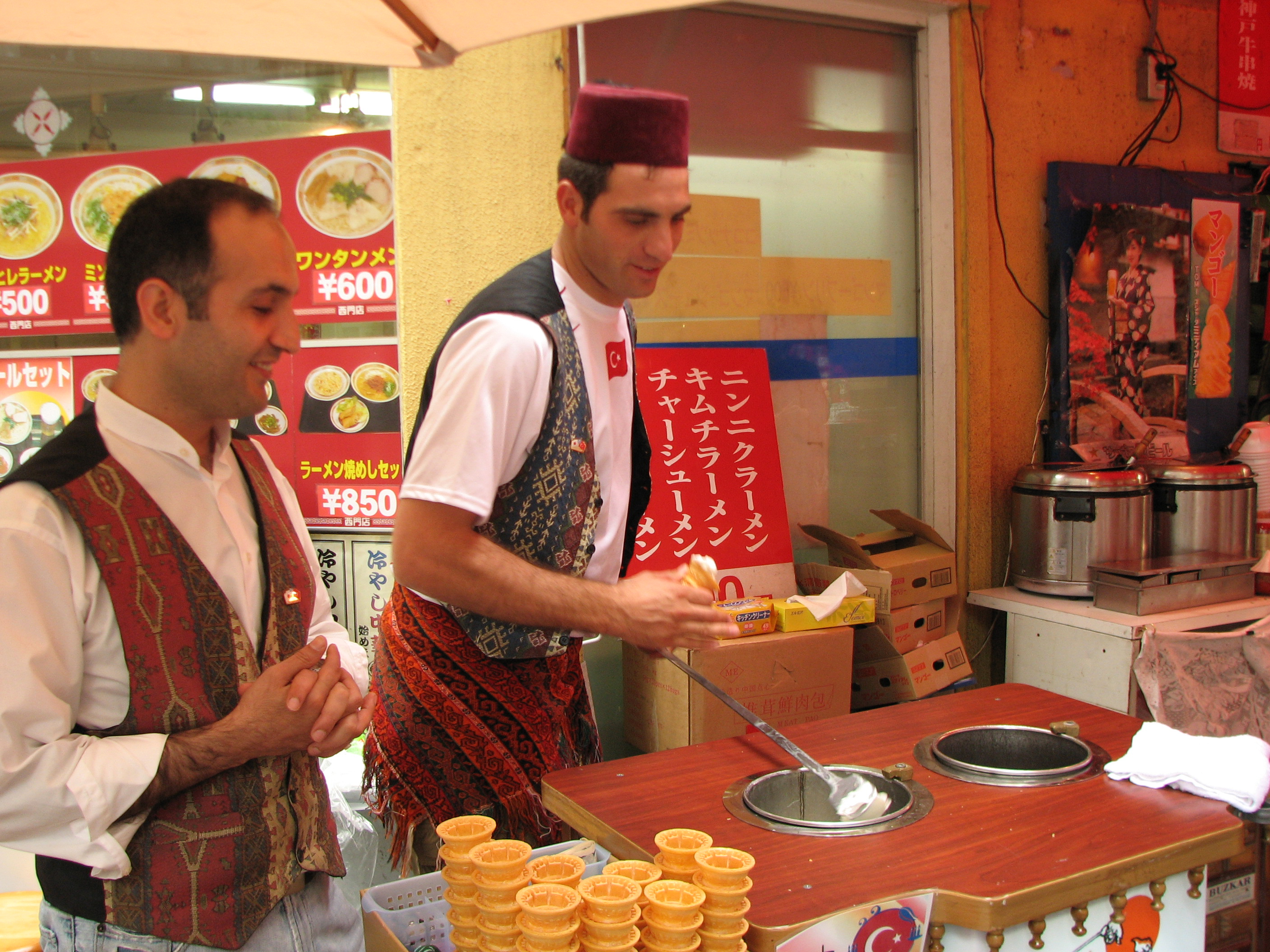
日本土耳其人

在日突厥人或突厥裔日本人（日语：トルコ系日本人），是指日本的突厥語族群居民，包括韃靼人和土耳其人。但即使日本支持泛突厥主義，有時突厥人依然被認為外人而受排斥。在2015年的東京犯罪率普查中，他們是日本朝鮮族後第二大的外國群體。。
2005年在日本有2275人。

## 日本鞑靼人（日语：日本のタタール人）
二十世紀初有韃靼人因1917年俄国革命，從俄羅斯喀山來到日本讀書，1935年韃靼人在橫濱建立自己清真寺與學校，并於1938年在東京建寺。

## 日本土耳其人（日语：在日トルコ人）
二十世紀五十年代，則因韓戰有土耳其人來到日本，因日本支持泛突厥主義，所以他們一直保留自己文化沒被同化，并於2000年成立土耳其文化中心。有時包括在日庫爾德裔土耳其人。

## 土耳其-日本關係
土耳其訂於2010年慶祝日本－土耳其友好120年。

## 相关名人
- 小松エメル，小说家。[5]
- ユセフ・トルコ，前日本摔跤手、裁判、演员，卒于2013年。[6]
- 高木海帆，摔跤运动员。
- 窪真理チャカローズ，演员[7]